# Csákány Béla (jogász)
Csákány Béla (Brassó, 1911. november 14. – Brassó, 1996. november 14.) jogász, jogi és közgazdasági szakíró, szerkesztő.

## Életpályája
Tanulmányait Brassóban és Kolozsvárt végezte, 1933-ban jogtudományi doktorátust szerzett, s mint ügyvéd helyezkedett el szülővárosában. 1944. október 1-jétől három éven át az MNSZ főtitkára, nemzetgyűlési képviselő, majd a Román Nemzeti Bank tanácsosa (1947-50) volt, 1948-tól egyetemi tanárnak nevezték ki Kolozsvárt.
Első írása az Ifjú Erdélyben jelent meg; diákkorában az Erdélyi Fiatalok technikai szerkesztője, később a Brassói Lapok jogi tanácsadó rovatát szerkesztette. A II. világháború alatt a temesvári Déli Hírlap főmunkatársa, majd a Népi Egység egyik alapítója és szerkesztője (1944-45); mint egyetemi tanár a Babeș és Bolyai Egyetemek, majd az egyesült Babeș–Bolyai Tudományegyetem kiadásában megjelenő Studia c. közlöny szerkesztésében vett részt (1957-65).
Tanulmányai időszerű közjogi és pénzügyi kérdésekről szaklapokban s a Contemporanul, Igaz Szó, Korunk, Utunk hasábjain jelentek meg. A magyar szakszókincs gyarapítása s a román szakkifejezések helyes értelmezése végett 1971-ben megkezdte Gazdasági Kisszótár címen az Előrében, 1972-től Zsebenciklopédia címen az Igazságban is a jogi és közgazdasági fogalmak helyes román és magyar megfelelőinek összehasonlítását, nem egy esetben eredeti nyelvújító javaslatokkal élve.

## Kötete
- Az állami vállalat saját pénzeszközei. Bukarest : Tudományos Könyvkiadó, 1958. 143 p. (Jogi Kis Könyvtár ; 11.)